# نيلس إريكسن
نيلس إريكسن (بالنرويجية: Nils Eriksen)‏ (و. 1911 – 1975 م) هو لاعب كرة قدم، ومدرب كرة قدم، من النرويج، ولد في شين، شارك في كأس العالم 1938، والألعاب الأولمبية الصيفية 1936، يلعب كمُدَافِع، توفي في موس، عن عمر يناهز 64 عاماً.

## روابط خارجية
- نيلس إريكسن على موقع اتحاد النرويج (النرويجية)
- نيلس إريكسن على موقع قاعدة بيانات كرة القدم.إي يو (الإنجليزية)
- نيلس إريكسن على موقع ناشيونال فوتبول تيمز (الإنجليزية)
- نيلس إريكسن على موقع Soccerway.com (الإنجليزية)
- نيلس إريكسن على موقع عالم كرة القدم.نت (الإنجليزية)
- نيلس إريكسن على موقع أوليمبيديا (الإنجليزية)